# ユンケラート
ユンケラート (独: Jünkerath) はドイツ連邦共和国 ラインラント＝プファルツ州フルカナイフェル郡にある町村で、オーベレ・キル連合自治体 (Verbandsgemeinde Obere Kyll) の行政庁所在地となっている。